# لیم چانگ یونگ
لیم چانگ یونگ (انگلیسی: Lim Chang-yong؛ زادهٔ ۴ ژوئن ۱۹۷۶) بازیکن بیس‌بال اهل کره جنوبی است.
وی در مسابقات کشوری و بین‌المللی در مجموع برندهٔ ۳ مدال طلا، ۱ مدال نقره، ۱ مدال برنز شده‌است.